# Leche Larsa

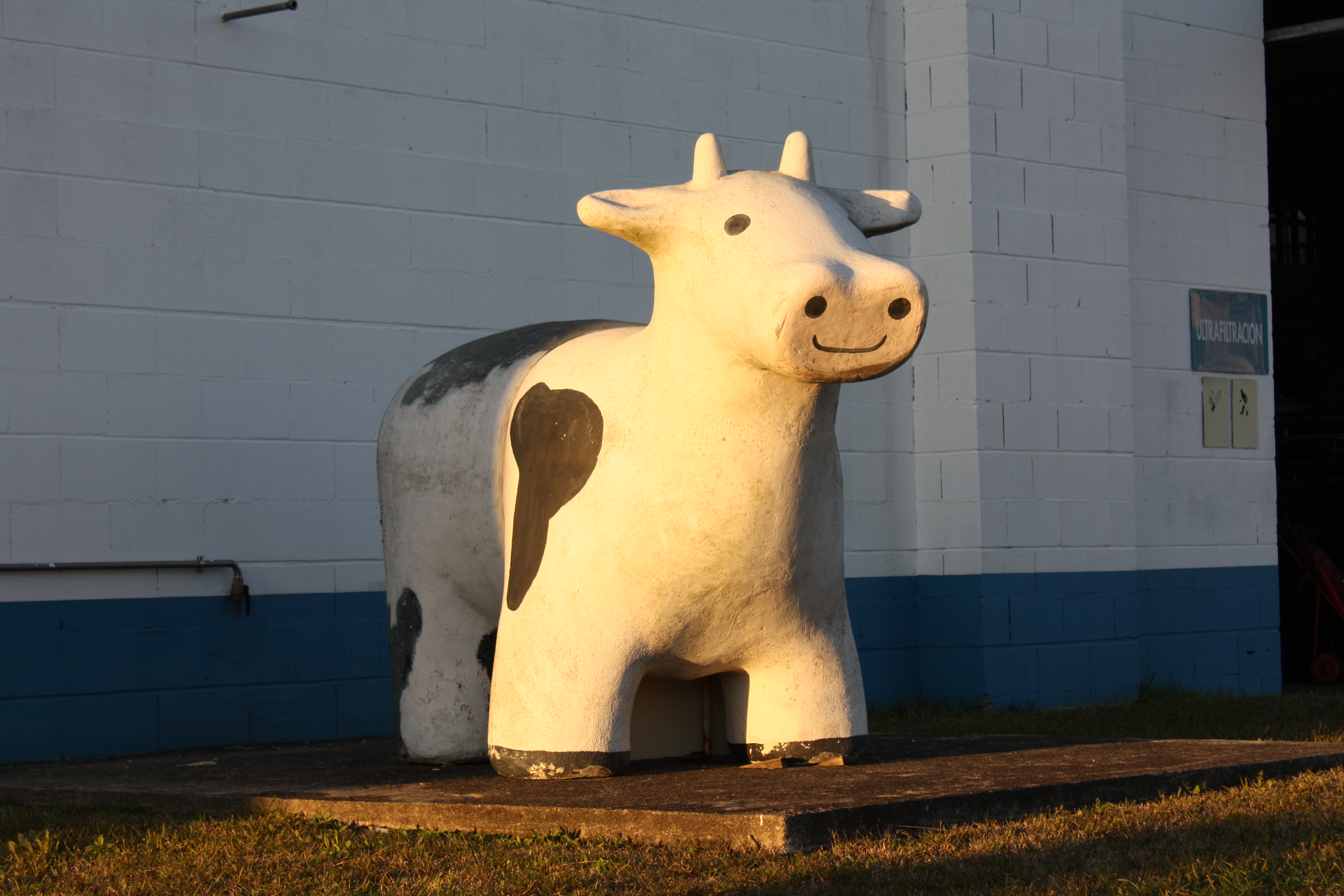
Escultura de la empresa en la planta de Pontevedra

Leche Larsa SA es una empresa láctea y de derivados lácteos española, fundada por los hermanos Rodríguez López. Actualmente forma parte del grupo Corporación Alimentaria Peñasanta, propietario también de Central Lechera Asturiana.

## Historia
En 1933 los hermanos Rodríguez López comienzan a producir de manera profesional queso plano tipo Arzúa en la Granja Arjeriz. Con el tiempo abren una planta industrial en Chantada y después de la guerra civil fundan la Central Lechera de Vigo.
En 1947 nace Larsa cómo marca, al fundar Lacto Agrícola Rodríguez, S.A. con sede en Villagarcía. Allí fabrican varios tipos de queso y a partir de 1962 leche en bolsa y posteriormente tetra-pack. En 1964, abre la Central Lechera en Balaídos, Vigo y amplía la producción a leche pasteurizado, sobremesas y nata. En los años 70 ya vende en toda España.
En los 80 compra fábrica Arjeriz en Outeiro de Rei (Lugo), Iberolacto en Orense, Xeve en Pontevedra, Ilasa en Madrid y Vega de Oro en Meira (Lugo). Larsa llega a tener 1.200 empleados y 6.000 puntos de venta con una facturación de 20.000 millones de pesetas. A finales de esa misma década, Larsa participa en la restruturación del sector lácteo gallego, integrándose en el grupo Iberlat.
En 1991 es adquirida por Union Laitière Normande (ULN). En 1992 moderniza la planta de Vilagarcía centrando allí la producción de Larsa. En 1992 se moderniza la planta de Outeiro de Rei pasando toda la fabricación en brik a Outeiro de Rei (planta de Arjeriz) y toda la fabricación de queso a Vilagarcía. En 1994 pasa a manos de Central Lechera Asturiana  (CLAS). En diciembre de 1997 se integra en CAPSA junto con CLAS y Ato. CAPSA es uno de los mayores grupos lácteos de España.

## Productos
- Leche
- Yogures
- Sobremesas
- Queso